# Con tacto especial
Con tacto especial (en hangul, 힙하게) es una serie de televisión surcoreana dirigida por Kim Seok-yoon y Choi Bo-yoon, y protagonizada por Han Ji-min, Lee Min-ki y Suho. Se emite por el canal JTBC desde el 12 de agosto hasta el 1 de octubre de 2023, los sábados y domingos a las 22:30 (hora local coreana). También está disponible en la plataforma Netflix para algunas regiones del mundo.

## Sinopsis
En el pueblecito de Moojin, Chungcheong-do, Bong Ye-boon es una veterinaria que sufre un cambio inesperado en su vida cuando un meteorito cae sobre el establo mientras ella estaba tratando a una vaca que estaba a punto de parir. De repente adquiere poderes psicométricos, y junto con un detective apasionado por su trabajo empieza a resolver incidentes triviales relacionados con la vida del pueblo; pero un día ambos se deben enfrentar a un caso de asesinato en serie.

## Reparto

### Principal
- Han Ji-min como Bong Ye-boon, una veterinaria que accidentalmente adquirió poderes psicométricos, y puede ver el pasado de una persona o animal con solo tocarles en la parte posterior.[7][8][9][10]
- Lee Min-ki como Moon Jang-yeol, un detective apasionado que fue relegado de la Universidad de Kwangsoo y Seúl a un pueblo, Moojin, tras haber cometido un error en su trabajo.[11][12][13]
- Suho como Kim Sun-woo, un joven que un día llega a Moojin y empieza a trabajar en una tienda de conveniencia.[14][15]

### Secundario

#### Entorno de Ye-boon
- Joo Min-kyung como Bae Ok-hee, la mejor amiga de Ye-boon.[12][16]
- Yang Jae-seong como Jung Eui-hwan, el abuelo de Ye-boon y ex director de la clínica veterinaria Jung, que ha vivido una vida recta.[17]
- Park Seong-yeon como Jung Hyun-ok, la tía de Ye-boon, a la que ayuda a administrar la clínica veterinaria Bong.[17]
- Choi Jung-in como Jung Mi-ok, la madre de Ye-boon.[18][19]

#### Policía
- Kim Hee-won como Won Jong-mook, el jefe de la policía de Moojin y primer amor de Jung Hyun-ok.[17][20]
- Jung Yi-rang como Na Mi-ran, una detective que no tiene días tranquilos porque su marido la engaña.[17]
- Jo Min-guk como Bae Deok-hee, el detective más joven que ayuda a Jang-yeol.[17]

#### Otros
- Park Hyuk-kwon como Park Jong-bae, un chamán que ha perdido el espíritu.[17][21]
- Lee Seung-joon como Cha Joo-man, nativo de Moojin y miembro de la Asamblea Nacional.[17][18]
- Choi Moo-sung como Yoon Deok-hyun, exmiembro de la Asamblea Nacional.[22]
- Yang Jae-seong como Jung Eui-hwan, un anciano que robó la lista de patrocinadores de Cha Joo-man.[23]
- Park No-sik como Kim Kwang-sik, un viejo soltero que roba los corazones de las mujeres después de adquirir poderes sobrenaturales como Bong Ye-boon.[17]
- Lee Hwi-jong como Yum Jong-hyuk, un estudiante universitario acusado de ser un pervertido.[24]
- Choi Hee-jin como Yang Si-ah, una joven que transmite por internet para sus admiradores.[25]
- Kim Yong-myeong como el hermano mayor de Da-eun.[26]
- Kim Byung-hee como Baek Sa-jang, el narcotraficante causa de la desgracia de Moon Jang-yeol.[23]
- Choi Ji-hyuk como Park Seung-kil.[23]
- Park Seon-hee como la monja que crio a Park Seung-gil.[27]
- Lee Yoon-jae como Ahn Kyung-taek.[22]
- Kim Chae-won como Lee Eun-sook, presidente del Comité de Respuesta a Emergencias.[22]

### Apariciones especiales
- Lee Jung-eun como una reclusa en la prisión de Seúl (ep. 16).[28]
- Jang Do-yeon como presentadora de televisión (ep. 16).[29]

## Producción
La serie está producida por los estudios SLL y Phoenix.
El director Kim Seok-yoon, el guionista Lee Nam-gyu y la actriz Han Ji-min se reencuentran en esta serie doce años después del filme Detective K: el secreto de la viuda virtuosa, y cuatro años después de La luz en tus ojos, retransmitida también por JTBC. De hecho, para Han fue importante la presencia del director a la hora de aceptar el papel. También coincidieron en 2022 el director y el actor Lee Min-ki en Mi diario de liberación. Por último, Han Ji-min y Joo Min-kyung, que eran hermanas en One Spring Night, son ahora amigas.
El 14 de septiembre de 2022 se realizó la lectura del guion. Al comienzo del rodaje, Han Ji-min regaló ropa de invierno con el nombre de la serie bordado en la manga a todo el personal de producción. Mientras se desarrollaba el mismo, únicamente Han Ji-min había sido informada por el director de la identidad del asesino, por lo que hasta Suho conjeturaba que podía ser su propio personaje. El rodaje concluyó el 20 de febrero de 2023, aunque ya en enero se habían difundido imágenes del mismo. El 29 de junio se publicaron imágenes de la lectura del guion. El 11 de julio se lanzó un cartel con los dos protagonistas, y pocos días después un primer y un segundo tráiler.
La producción se presentó en línea, el 10 de agosto de 2023, con la presencia del director Kim Seok-yoon y los tres protagonistas, y el 17 del mismo mes se publicaron fotografías tomadas durante el rodaje.

## Banda sonora original
El 1 de octubre de 2023 se lanzó un disco doble con la banda sonora original de la serie, compuesta por 43 temas de diversos autores. A continuación se ofrece una tabla con los siete sencillos lanzados durante el período de emisión:
| Parte | Fecha de publicación                                                      | Título                                                                    | Letra                                                                     | Música                                                                    | Artista                                                                   | Dur.                                                                      | Ref.                                                                      |
| ----- | ------------------------------------------------------------------------- | ------------------------------------------------------------------------- | ------------------------------------------------------------------------- | ------------------------------------------------------------------------- | ------------------------------------------------------------------------- | ------------------------------------------------------------------------- | ------------------------------------------------------------------------- |
| 1     | 13 de agosto de 2023                                                      | «Hip Hop»                                                                 | Joohoney, Ye-Yo!, Laser                                                   | Joohoney, Ye-Yo!                                                          | Joohoney                                                                  | 2:11                                                                      | [ 45 ] [ 46 ]                                                             |
| 2     | 20 de agosto de 2023                                                      | «It’s you» (feat. Cocona)                                                 | pH-1, MaO, Naiv                                                           | Naiv, Lee Jun-hyung                                                       | pH-1                                                                      | 3:10                                                                      | [ 47 ]                                                                    |
| 3     | 27 de agosto de 2023                                                      | «Gotcha»                                                                  | CROQ, JADE, SPACECOWBOY                                                   | CROQ, JADE, SPACECOWBOY                                                   | Zior Park                                                                 | 2:51                                                                      | [ 48 ]                                                                    |
| 4     | 3 de septiembre de 2023                                                   | «We Disappear»                                                            | JEMMA                                                                     | Naiv                                                                      | JEMMA                                                                     | 3:32                                                                      | [ 49 ] [ 50 ]                                                             |
| 5     | 10 de septiembre de 2023                                                  | «Day & Night»                                                             | MaO                                                                       | Naiv                                                                      | Lee Jung-hyung                                                            | 3:50                                                                      | [ 51 ]                                                                    |
| 6     | 17 de septiembre de 2023                                                  | 아무렇지 않을 줄 알았는데 («Pensé que no pasaría nada»)                   | HEN                                                                       | Sondia                                                                    | Sondia                                                                    | 3:19                                                                      | [ 52 ]                                                                    |
| 7     | 24 de septiembre de 2023                                                  | «Please»                                                                  | MaO, Dailog                                                               | Dailog                                                                    | Ha Hyeon-sang                                                             | 3:56                                                                      | [ 53 ]                                                                    |
| Notas | Las canciones de la banda sonora tienen también una versión instrumental. | Las canciones de la banda sonora tienen también una versión instrumental. | Las canciones de la banda sonora tienen también una versión instrumental. | Las canciones de la banda sonora tienen también una versión instrumental. | Las canciones de la banda sonora tienen también una versión instrumental. | Las canciones de la banda sonora tienen también una versión instrumental. | Las canciones de la banda sonora tienen también una versión instrumental. |

## Recepción

### Audiencia
La serie arrancó con una buena respuesta por parte de los telespectadores: un 5,3 % de audiencia nacional en el primer episodio, que subió al 5,8 % (6,2 % para el área metropolitana de Seúl) en el segundo. Los espectadores apreciaron la hábil interacción entre Han Ji-min y Lee Min-ki, y no parecieron dar peso a las polémicas que había levantado antes de su estreno. El cuarto episodio llegó al 7 %, y el sexto rozó el 7,5 %, ocupando el primer lugar por audiencia en su franja horaria. El décimo superó el 8 % sea en ámbito nacional como en el área metropolitana de Seúl, y el decimosegundo el 8,7 % y el 9,4 % respectivamente, siguiendo la línea ascendente. A la semana siguiente, el decimocuarto llegó al 9,6 % nacional y 10,4 % en Seúl, ocupando el primer lugar no sólo en la misma franja horaria sino también entre todos los programas emitidos en esa misma franja horaria. Esa fue la cota máxima alcanzada por la serie, pues, aun aumentando el número de espectadores, bajó el porcentaje al 9,3 % en el último capítulo.

En cuanto a su acogida internacional, en su primera semana ocupó la cuarta posición entre los programas de habla no inglesa en Netflix, con más de nueve millones de horas de visualización. En las siguientes semanas apareció otras tres veces entre los diez primeros programas de habla no inglesa.
| Temporada | Temporada | Episodio número | Episodio número | Episodio número | Episodio número | Episodio número | Episodio número | Episodio número | Episodio número | Episodio número | Episodio número | Episodio número | Episodio número | Episodio número | Episodio número | Episodio número | Episodio número | Promedio |
| Temporada | Temporada | 1               | 2               | 3               | 4               | 5               | 6               | 7               | 8               | 9               | 10              | 11              | 12              | 13              | 14              | 15              | 16              | Promedio |
| --------- | --------- | --------------- | --------------- | --------------- | --------------- | --------------- | --------------- | --------------- | --------------- | --------------- | --------------- | --------------- | --------------- | --------------- | --------------- | --------------- | --------------- | -------- |
|           | 1         | 1.288           | 1.475           | 1.348           | 1.603           | 1.194           | 1.706           | 1.306           | 1.646           | 1.556           | 1.942           | 1.840           | 2.030           | 1.597           | 2.254           | 1.671           | 2.328           | 1.674    |

| Episodio | Fecha de emisión         | Índices de audiencia (Nielsen Korea) | Índices de audiencia (Nielsen Korea) |
| Episodio | Fecha de emisión         | Nacional                             | Seúl                                 |
| --- | ------------------------ | ------------------------------------ | ------------------------------------ |
| 1 | 12 de agosto de 2023     | 5,275 % (2.ª)                        | 5,610 % (2.ª)                        |
| 2 | 13 de agosto de 2023     | 5,805 % (3.ª)                        | 6,210 % (3.ª)                        |
| 3 | 19 de agosto de 2023     | 5,522 % (1.ª)                        | 5,676 % (1.ª)                        |
| 4 | 20 de agosto de 2023     | 7,000 % (1.ª)                        | 7,310 % (1.ª)                        |
| 5 | 26 de agosto de 2023     | 5,634 % (1.ª)                        | 5,978 % (1.ª)                        |
| 6 | 27 de agosto de 2023     | 7,475 % (1.ª)                        | 7,460 % (1.ª)                        |
| 7 | 2 de septiembre de 2023  | 5,513 % (1.ª)                        | 5,702 % (1.ª)                        |
| 8 | 3 de septiembre de 2023  | 6,956 % (1.ª)                        | 7,163 % (1.ª)                        |
| 9 | 9 de septiembre de 2023  | 6,639 % (1.ª)                        | 7,095 % (1.ª)                        |
| 10 | 10 de septiembre de 2023 | 8,065 % (1.ª)                        | 8,134 % (1.ª)                        |
| 11 | 16 de septiembre de 2023 | 7,950 % (1.ª)                        | 8,423 % (1.ª)                        |
| 12 | 17 de septiembre de 2023 | 8,685 % (1.ª)                        | 9,359 % (1.ª)                        |
| 13 | 23 de septiembre de 2023 | 7,057 % (1.ª)                        | 7,517 % (1.ª)                        |
| 14 | 24 de septiembre de 2023 | 9,618 % (1.ª)                        | 10,413 % (1.ª)                       |
| 15 | 30 de septiembre de 2023 | 6,413 % (1.ª)                        | 7,050 % (1.ª)                        |
| 16 | 1 de octubre de 2023     | 9,299 % (1.ª)                        | 9,250 % (1.ª)                        |
| Promedio | Promedio                 | 7,057 %                              | 7,397 %                              |
| - En la tabla superior, los números azules representan las calificaciones más bajas y los números rojos representan las más altas. - Esta serie se transmite en un canal de cable/televisión de pago, que normalmente tiene una audiencia menor respecto a las emisoras de televisión públicas/gratuitas (KBS, SBS, MBC y EBS). |                          |                                      |                                      |

### Controversias
La serie estuvo acompañada de algunas controversias incluso antes de su estreno. Algunos internautas que vieron el tráiler y los carteles criticaron como un acto obvio de acoso sexual el hecho de que una mujer ponga las manos en las nalgas de un hombre sin su consentimiento, y es que este es el sistema que necesita usar Bong Ye-bun con varios hombres para resolver un caso, utilizando sus poderes. El director Kim restó importancia a esta cuestión durante la presentación de la serie el 10 de agosto, explicando que se justificará en su propio contexto. Los dos primeros episodios demostraron que no existía ninguna intención de acoso y que se trataba de sospechas infundadas. Según el comentarista Jung Deok-hyeon (Entermedia), la técnica que utiliza el director Kim Seok-yoon es la misma que ya empleó en La luz en tus ojos: presentar un tema serio en un escenario de comedia.

### Crítica
Kwon Hye-mi (IS Plus) escribe que entre los motivos de la buena acogida del público a los dos primeros episodios de la serie pueden contarse la acogida favorable al desempeño cómico de Han Ji-min, natural y no exagerado, la actuación de muchos secundarios, y el hecho de no limitarse al género cómico sino incitar gradualmente la curiosidad introduciendo elementos de misterio.
Kim Kyo-seok (Entermedia) invita a dejar atrás la controversia sobre ese supuesto acoso sexual y a prestar atención, en cambio, al precedente que unió a director, guionista y actriz principal cuatro años antes (La luz en tus ojos, también de JTBC), del que dice «que puede considerarse uno de los mejores dramas en términos de integridad y género, frescura y entrega de mensajes en la historia del drama coreano». Tal y como sucedió con dicha serie, que empezó como comedia ligera para tocar temas más profundos, Kim cree que puede suceder algo parecido en Con tacto especial. Mientras tanto, resalta la función de la protagonista: «Por encima de todo, este drama es un drama de Han Ji-min. El encanto de la actriz Han Ji-min crea una atmósfera y aumenta la sensación de inmersión en la obra [...]. A través de flashbacks, muestra una variedad de apariciones desde la estudiante de secundaria hasta el presente [y] crea una atmósfera brillante».
También Lee Seol (Money Today) destaca la actuación de Han Ji-min: «en una historia en la que el papel de Bong Ye-bun es casi absoluto, su actuación cómica sin una pizca de risa brilla intensamente [...] Es el epítome de la payasada, por lo que probablemente sea insulsa, pero extrañamente divertida. Probablemente porque el nivel de "sobreactuación" está bien controlado en la medida en que no supera el límite».
Kang Dae-ho (Opinionnews) nota cómo en la relación entre Jung Hyeon-ok, la tía de la protagonista, y Won Jong-mook se han introducido elementos paródicos de Veinticinco, veintiuno, en escenas como la del grifo de agua roto o la del combate de esgrima. También destaca el relieve que adquieren algunos papeles menores, que ni siquiera aparecen en la descripción de personajes del sitio oficial. Un recurso de comicidad importante es el uso del dialecto chungcheong, difícil de comprender para el detective de Seúl.
Con el último episodio ya emitido, Jin Byeong-hoon (NBN TV) concluye que terminó siendo una historia personal para Han Ji-min: «el final terminó con las lindas habilidades de actuación de Han Ji-min. Todo lo que queda es [su] presencia».